# 椰子水
椰子水、椰青水，是椰子果实内的透明液体。在果实发育时，这些液体是在胚乳内。在热带地区，椰子水是常见的饮料。此外，椰子水可以发酵以制造椰果。